# Latzschürze

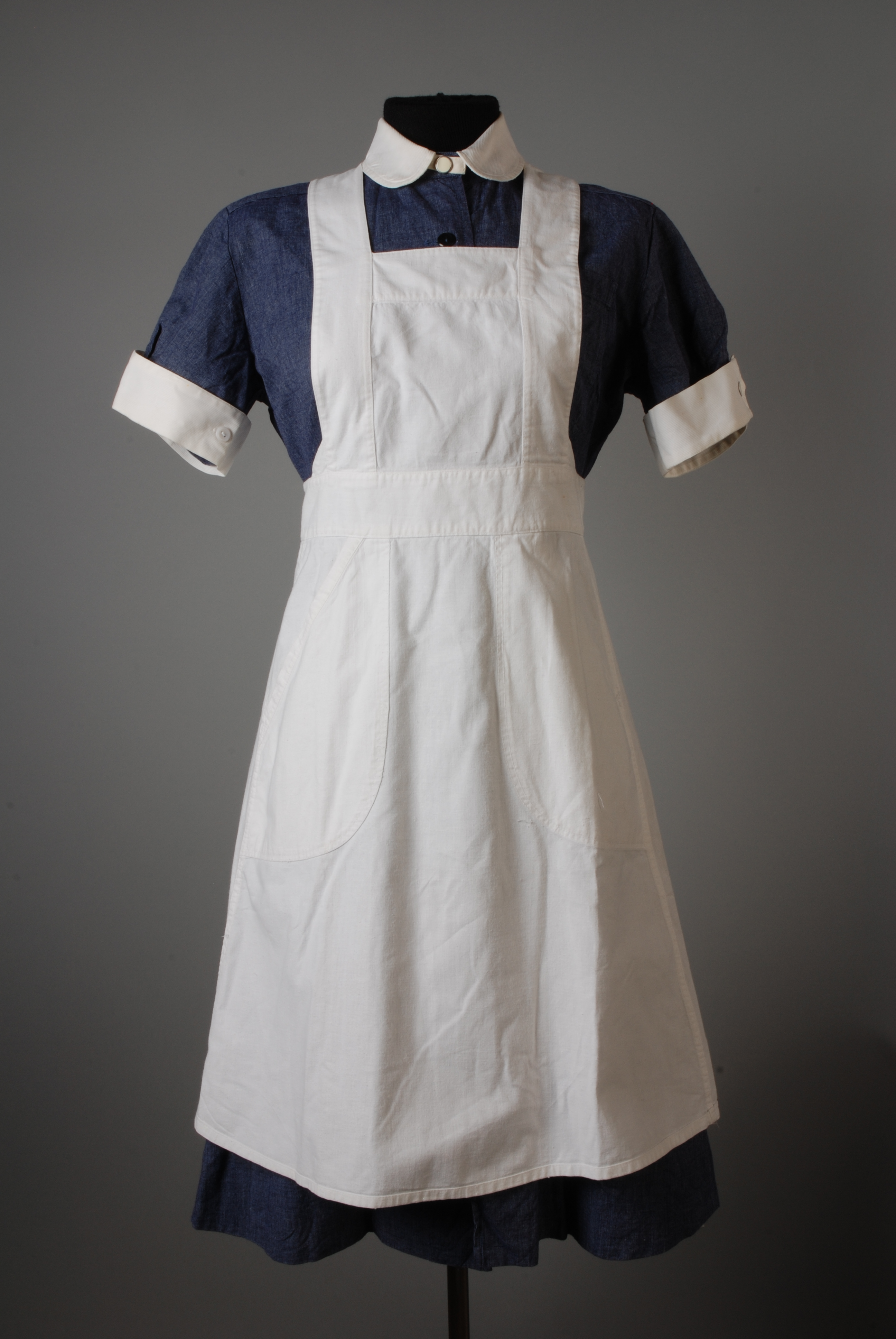
Latzschürze

Eine Latzschürze ist eine Schürze, welche im Gegensatz zur sogenannten Halbschürze auch den ganzen Oberkörper bedeckt und damit auch Oberbekleidung, etwa Pullover oder Hemden, vor Schmutz schützt.

## Varianten

### Klassisch
Eine klassische Latzschürze besteht im einfachsten Fall aus einem großen Stück Textilgewebe, welches am oberen Latzsaum eine Schlinge für den Nacken und in Hüft- oder Taillenhöhe zwei Bänder zum Umbinden über die normale Kleidung besitzt. Diese Schürzen sind i. d. R. schlicht gehalten, d. h., sie sind nur wenig verziert und auch normalerweise einfarbig. Manchmal haben sie aber Taschen.

### Westen-Schürze
Bei der Westenschürze ist der Latz durch einen westenartigen Aufsatz ersetzt, darüber hinaus besitzt diese Schürzenart normalerweise nur in Hüfthöhe Bänder. Das westenartige Teil wird fast ausschließlich mit einer Stoffleiste geknöpft.

### Cocktail-Schürze
Die Cocktail-Schürze ist eine besonders elegante und stilvolle Damenschürze, welche schon fast an ein Kleid erinnert und häufig aufwendig mit Stickereien, Rüschen, Spitzen usw. verziert ist. Eine Cocktail-Schürze wird manchmal auch im Rücken über Kreuz gebunden und hat dann keine Nackenhalterung, sondern Schulterträger.

## Verwendung

### Arbeitskleidung
In Cafés tragen Kellnerinnen manchmal Cocktail-Schürzen, da eine einfache Servierschürze nur die Taille oder die Hüfte überdeckt und daher wenig Schutz bietet, falls Lebensmittel an die Kleidung geraten. Beim Tragen einer Latzschürze jedoch bleibt die restliche Kleidung sauber, und anschließend muss nur die Schürze gewechselt werden. Die Verwendung von Cocktail-Schürzen gilt als elegant und schick. Wegen des besseren Schutzes der Kleidung tragen die Verkäufer hinter der Theke manchmal auch Latzschürzen, allerdings eher einfachere Modelle.
Manchmal werden Latzschürzen (typischerweise schwarz) auch von Köchen oder Bäckern getragen. Dies ist aber eher selten der Fall, meistens tragen sie statt der Schürze eine spezielle Jacke.
In Metzgereien tragen Fleischer Latzschürzen aus Kunststoff, weil an diesen Blutspritzer nicht haften können, die aus Textilgewebe nicht problemlos zu entfernen sind, außerdem besteht die Gefahr, dass das Blut durch andere Textilien hindurchwandert. Dies wäre beim Tragen von Stoffschürzen möglich und würde damit die eigentliche Schutzfunktion beeinträchtigen.
Von Floristen werden überwiegend grüne Latzschürzen getragen, weil das Chlorophyll in den Blättern der Pflanzen grüne Textilien weniger offensichtlich verschmutzt als beispielsweise weiße Kleidung. Wenn die Schürze zudem noch wasserabweisend ist, lässt sich damit die darunter getragene Kleidung vor Erde und Feuchtigkeit schützen.
Auch Friseure tragen des Öfteren beim Färben von Haaren Latzschürzen, denn das Haarfärbemittel ist kaum aus Kleidungsstücken zu entfernen, da es wasserfest ist, damit es bei einer Haarwäsche nicht herausgespült wird.

### Haushalt
Vor allem beim Kochen werden Latzschürzen (meistens aus Baumwolle, diese sind leicht und atmungsaktiv) getragen, da das Risiko, dass man sich damit die restliche Kleidung verschmutzt, geringer ist als mit einer Halbschürze. Beim Putzen oder Geschirrspülen sind mit Kunststoff beschichtete Latzschürzen zu empfehlen, da diese wasserabweisend wirken. Latzschürzen, welche komplett aus Kunststoff bestehen, sind im Haushalt nicht notwendig, weil diese Modelle ein höheres Gewicht haben und für eine wasserabweisende Wirkung die dünne Kunststoffschicht schon ausreicht.

### Gartenarbeit
Bei der Gartenarbeit kann man im Grunde solche Schürzen verwenden, welche Floristen beim Arbeiten tragen: Sie soll möglichst in Grün gehalten sein, weil Chlorophyll auf grünem Stoff wenig auffällt, außerdem ist ein wasserabweisendes Material zum Schutz vor Erde und Wasser zu empfehlen.
Bei der Arbeit mit Holz sind Latzschürzen aus Leder zu empfehlen, denn diese sind widerstandsfähig und Holzsplitter können nicht durch das Leder in die übrige Kleidung gelangen. Folgendes Problem betrifft aber alle Kleidungsstücke und Gegenstände aus Leder: Leder kann leicht brüchig werden und muss daher sorgfältig gepflegt werden. Was jedoch für Leder spricht, ist die Luftdurchlässigkeit, man schwitzt also nicht so stark.

### Künstlerische Tätigkeiten
Beim Töpfern sollte man auf Latzschürzen zurückgreifen, welche mit Kunststoff beschichtet sind (also genau solche, wie für den Hausputz zu empfehlen sind, s. o.), denn der feuchte Ton kann nicht durch den Kunststoff wandern und somit wird die Kleidung vor Wasser- und Tonflecken optimal geschützt. Solche Latzschürzen kann man auch beim Malen verwenden, wenn man keinen Kittel zur Hand hat, außerdem sorgt die Kunststoffschicht zusätzlich dafür, dass Farben nicht auf die restliche Kleidung gelangen können. Bei der Arbeit mit Textil- oder Plakatfarben sollte man sogar dann eine solche Schürze tragen, wenn man einen Kittel besitzt, denn diese Farben lassen sich nur sehr schwer aus dem Gewebe entfernen.

### Alltagskleidung
In einigen Familien werden auch heutzutage kleinen Kindern vor dem Verzehr von Speisen Latzschürzen angelegt, insbesondere wenn sie noch nicht einwandfrei essen können und ein einfaches Lätzchen zum Schutz der übrigen Kleidung nicht ausreichen sollte. Dass Kinder noch heutzutage Schürzen als normale Alltagskleidung tragen, ist eher selten, allerdings war es früher durchaus üblich, dass Mädchen über ihrer Oberbekleidung Latzschürzen trugen, damit beim Spielen und Toben die Kleidungsstücke nicht so leicht verschmutzten, da das Waschen noch sehr mühsam und aufwändig war. Auch gehörten Schürzen jeglicher Art zur Schulkleidung von Mädchen.

## Vor- und Nachteile einer Latzschürze

### Vorteile
- Besserer Schutz als bei einer Halbschürze (schon mehrfach angedeutet)
- Liegt besser an der Kleidung an, weil sie wegen der Nackenschlinge oder Kreuzbindung nicht verrutschen kann

### Nachteile
- An- und Ablegen kann v. a. beim Binden über Kreuz mehr Zeit in Anspruch nehmen
- Besteht die Nackenschlinge aus zwei getrennten Bändern, so ist das Zusammenbinden mühsam und erfordert evtl. Hilfe

## Trivia
- Eine junge Dame mit schwarzer Bluse, schwarzem Kleid und verzierter weißer Latzschürze ist das typische Klischee für ein Dienstmädchen.